# けっこうな忠告
『けっこうな忠告』（けっこうなちゅうこく、西: Bellos consejos, 英: Fine advice）は、フランシスコ・デ・ゴヤが1797年から1799年に制作した銅版画である。エッチング。80点の銅版画で構成された版画集《ロス・カプリーチョス》（Los Caprichos, 「気まぐれ」の意）の第15番として描かれた。本作品は売春婦を風刺したグループに属する作品で、他者の助言を受けて売春を始める若い女性を描いている。マドリードのプラド美術館に準備素描が所蔵されている。

## 作品

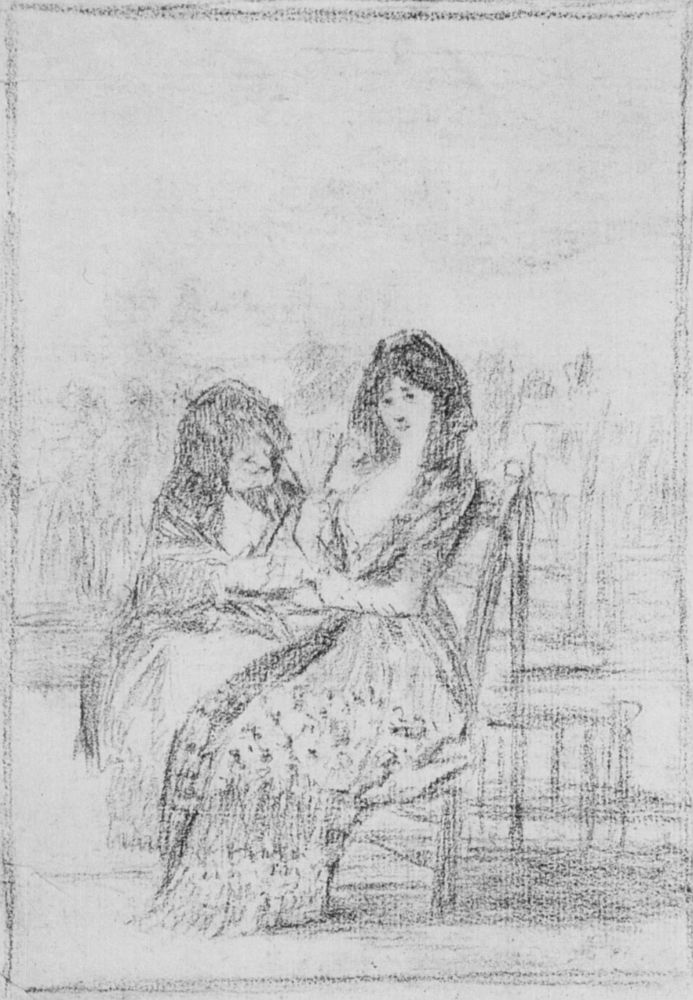
準備素描。

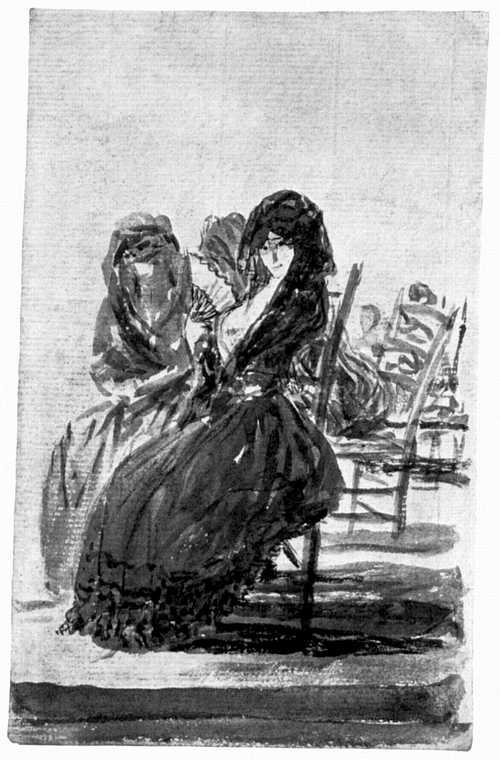
『素描帖A』「遊歩道に座るマハ」。

若い売春婦が遣り手婆とともに遊歩道の端の空いている椅子に座っている。若い売春婦は頭にマンティーリャをかぶり、右手に半開きの扇子を持っている。一方の遣り手婆は若い売春婦の隣に座り、彼女に何やら助言をしている。おそらく彼女たちは客の男と待ち合わせをしているのだろう。背景には他の人物の存在を示唆する影が見えており、彼女たちに会おうとする訪問者がいることを暗示している。
ゴヤは若い女性がしばしば周囲の助言で売春に走ったことを批判している。売春はマドリードの多くの路上で社会不安が高まった原因の1つで、アメリカ大陸から伝わった梅毒によって売春宿が閉鎖され、売春婦たちは管理を受けることなく路上で商売を営んでいた。そのため啓蒙主義者にとって売春は懸案すべき問題であった。
『けっこうな忠告』について、ロペス・デ・アラヤ（López de Ayala） の手稿では「彼女を連れ去る者は惨めだ」と説明され、プラド美術館所蔵の手稿では「助言はそれを与える者に相応しい。最悪なのは若い女性がそれを忠実に守ることだ。彼女を連れ去る者は悲惨な目に遭うだろう！」と説明されている。一方、スペイン国立図書館の手稿によると、若い女性の隣にいる老女は彼女の母親である。すなわち「母親はたいてい自分たちの娘のポン引きであり、成功した外出や集まりに娘を連れて行く」。
図像的には『素描帖A』の「遊歩道に座るマハ」（Majas sentadas en el paseo, 1794年-1795年頃）までさかのぼり、老女の姿が詳細に描写されたなどの変更はあるものの、基本的に同じ図像である。おそらくゴヤはウィリアム・ホガースの『娼婦一代記』（A Harlot's Progress）第1番「ロンドン到着」（Arrival in London）のような版画に精通していた。この版画では大都市ロンドンに到着したばかりの若い田舎娘が老女に迎えられる場面が描かれている。老女はおそらく彼女に売春を勧める遣り手婆であろう。
一説によると『けっこうな忠告』は魂が混乱した感覚を制御できず、感覚に流されてしまう様子を表しているという。

## 来歴
プラド美術館所蔵の《ロス・カプリーチョス》の準備素描は、ゴヤの死後、息子フランシスコ・ハビエル・ゴヤ・イ・バイユー（Francisco Javier Goya y Bayeu）、孫のマリアーノ・デ・ゴヤ（Mariano de Goya）に相続された。スペイン女王イサベル2世の宮廷画家で、ゴヤの素描や版画の収集家であったバレンティン・カルデレラは、1861年頃にマリアーノから準備素描を入手した。1880年に所有者が死去すると、甥のマリアーノ・カルデレラ（Mariano Carderera）に相続され、1886年11月12日の王命によりプラド美術館が彼から購入した。

## ギャラリー
売春をテーマとする他の作品

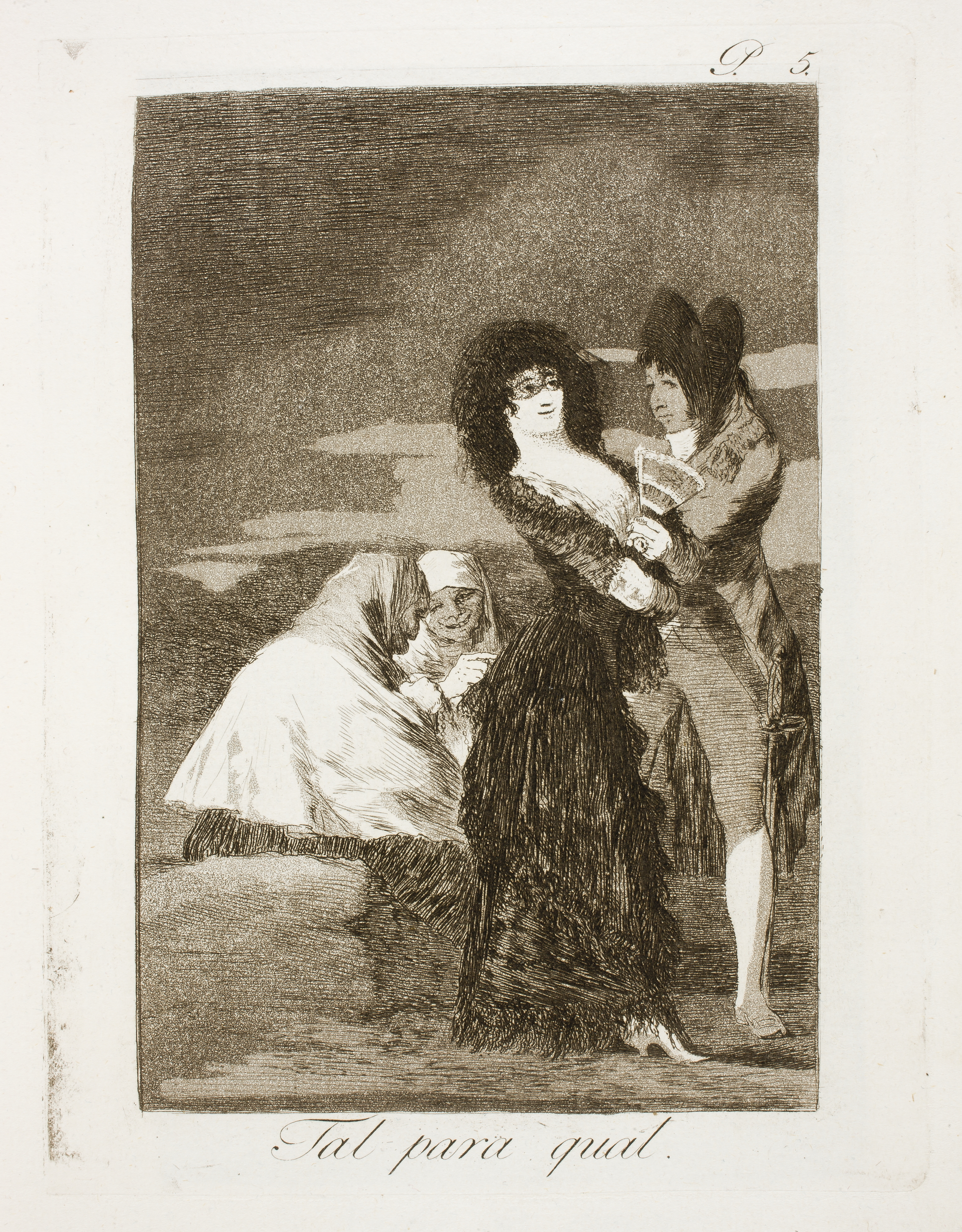
第5番「類は友を呼ぶ」
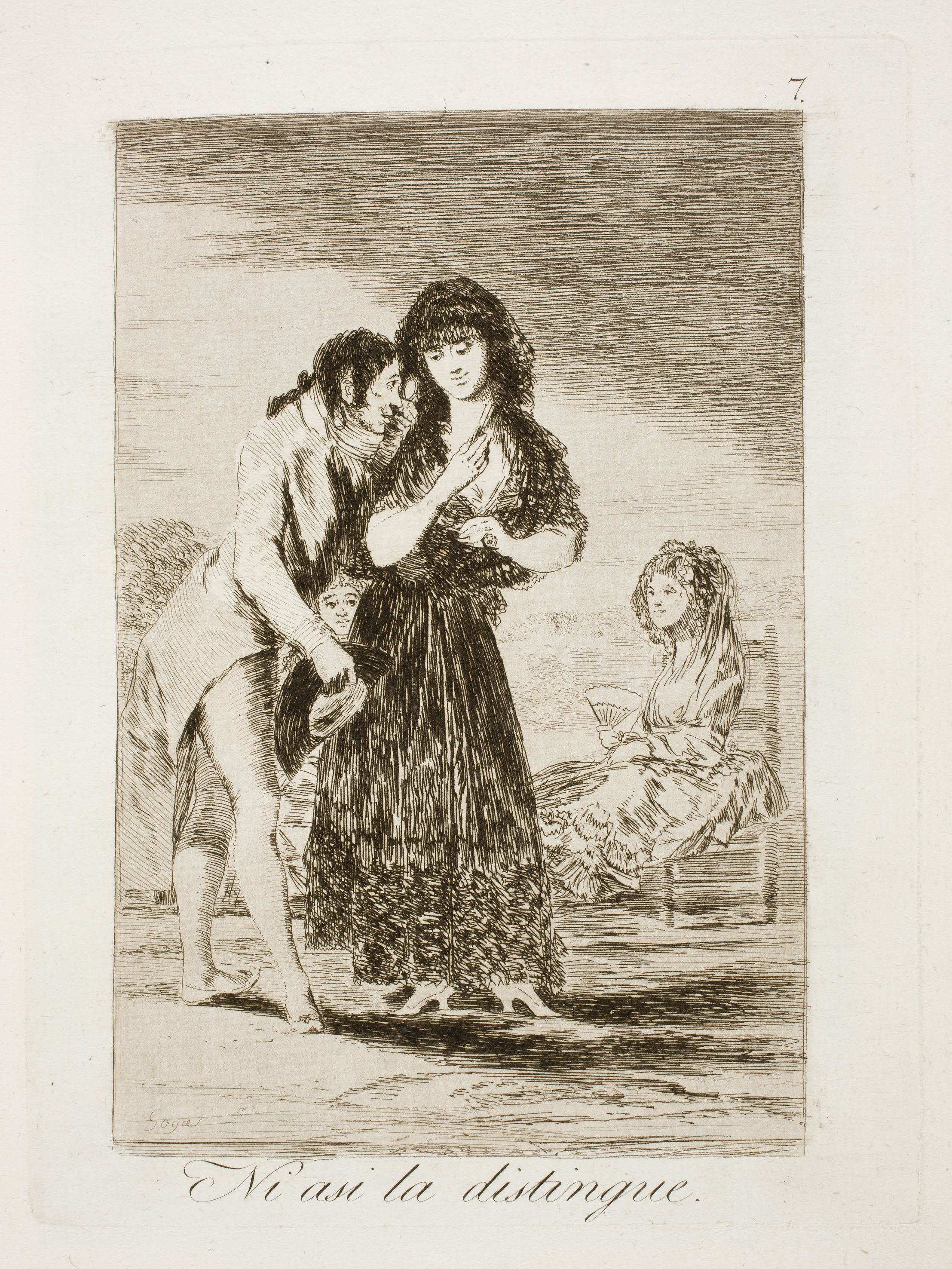
第7番「こんなにしても彼女が誰だか分からない」
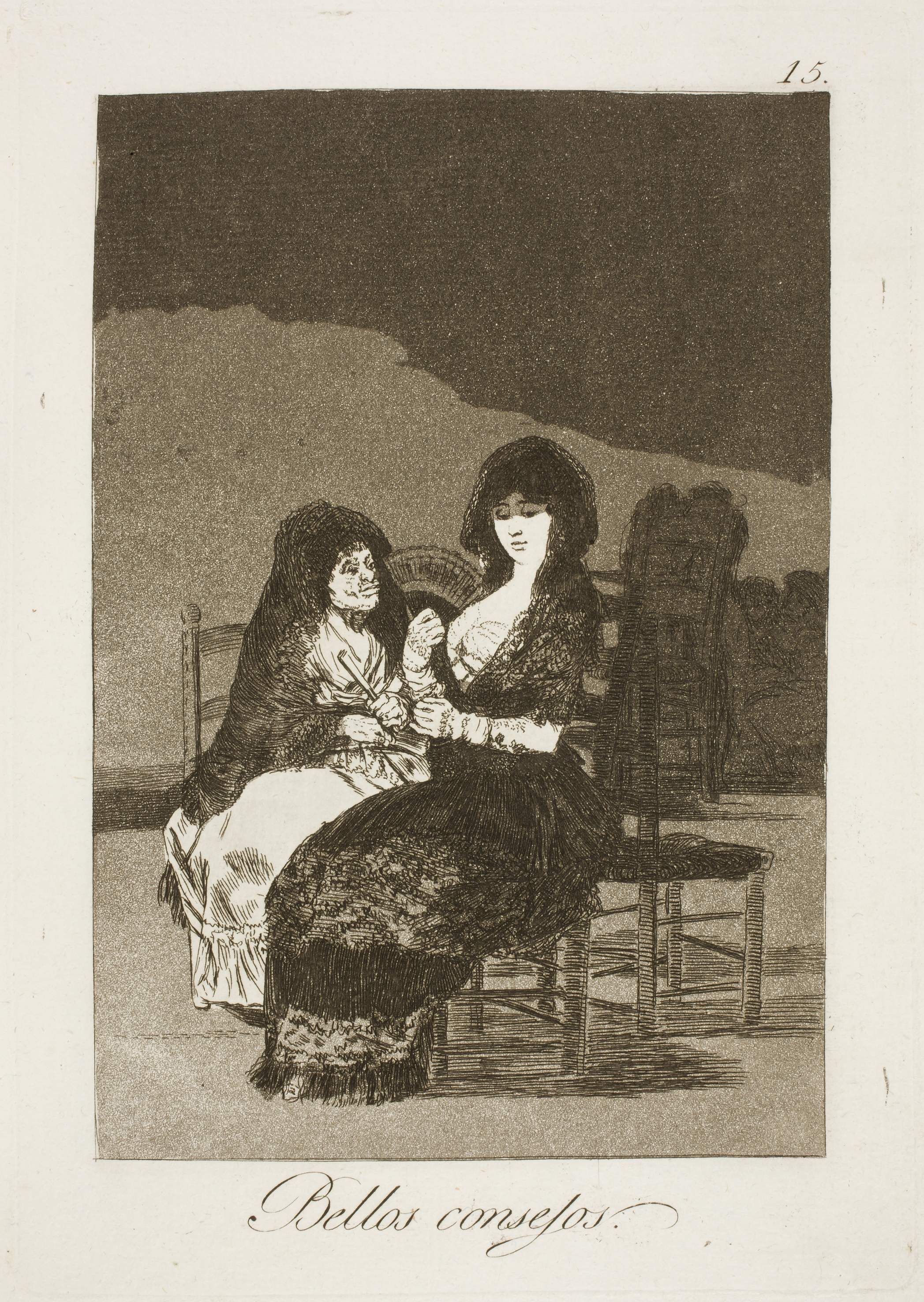
第16番「神よお赦し下さい、それが母親だったとは」
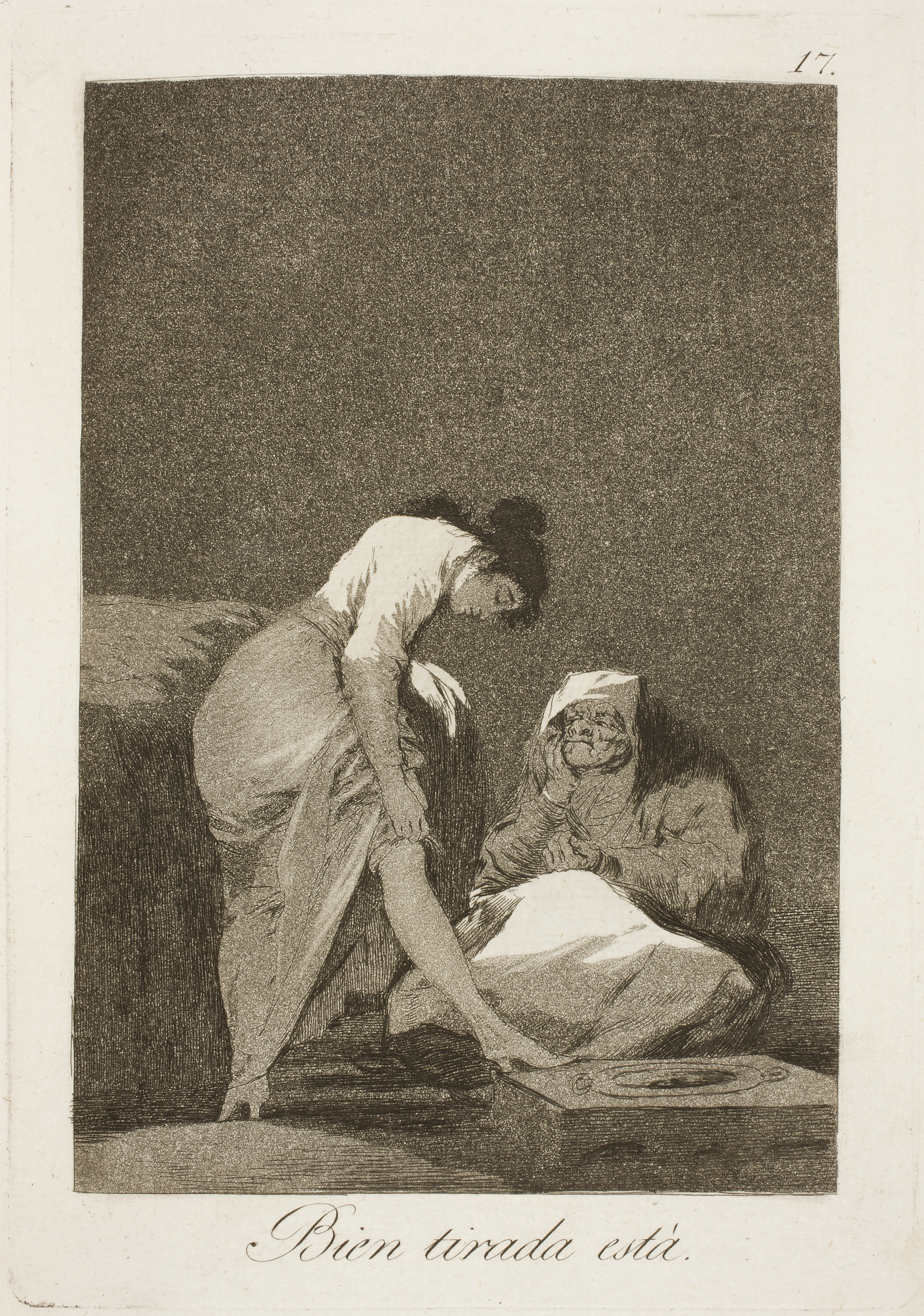
第17番「ぴったりよ」
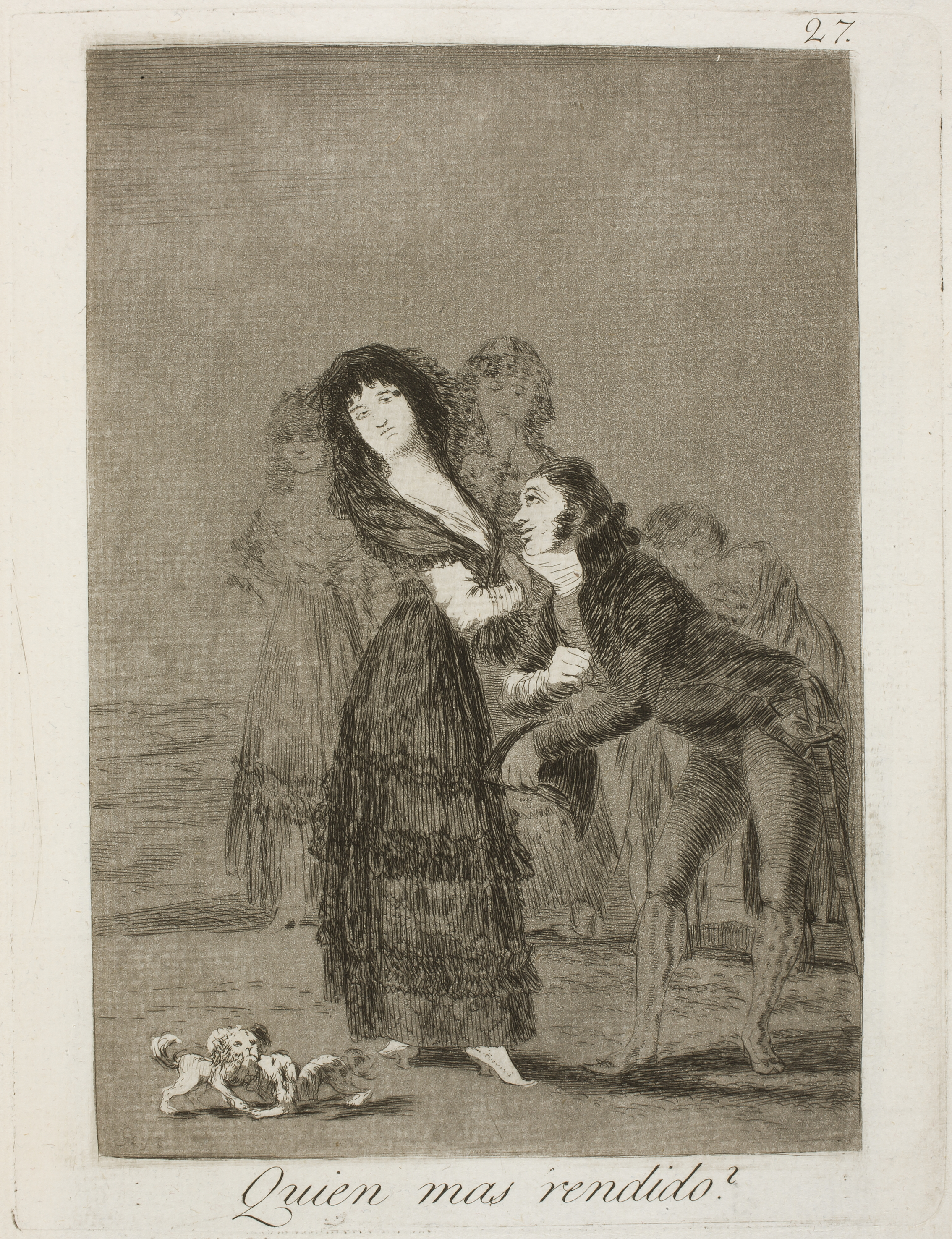
第27番「どちらの方が首ったけ」
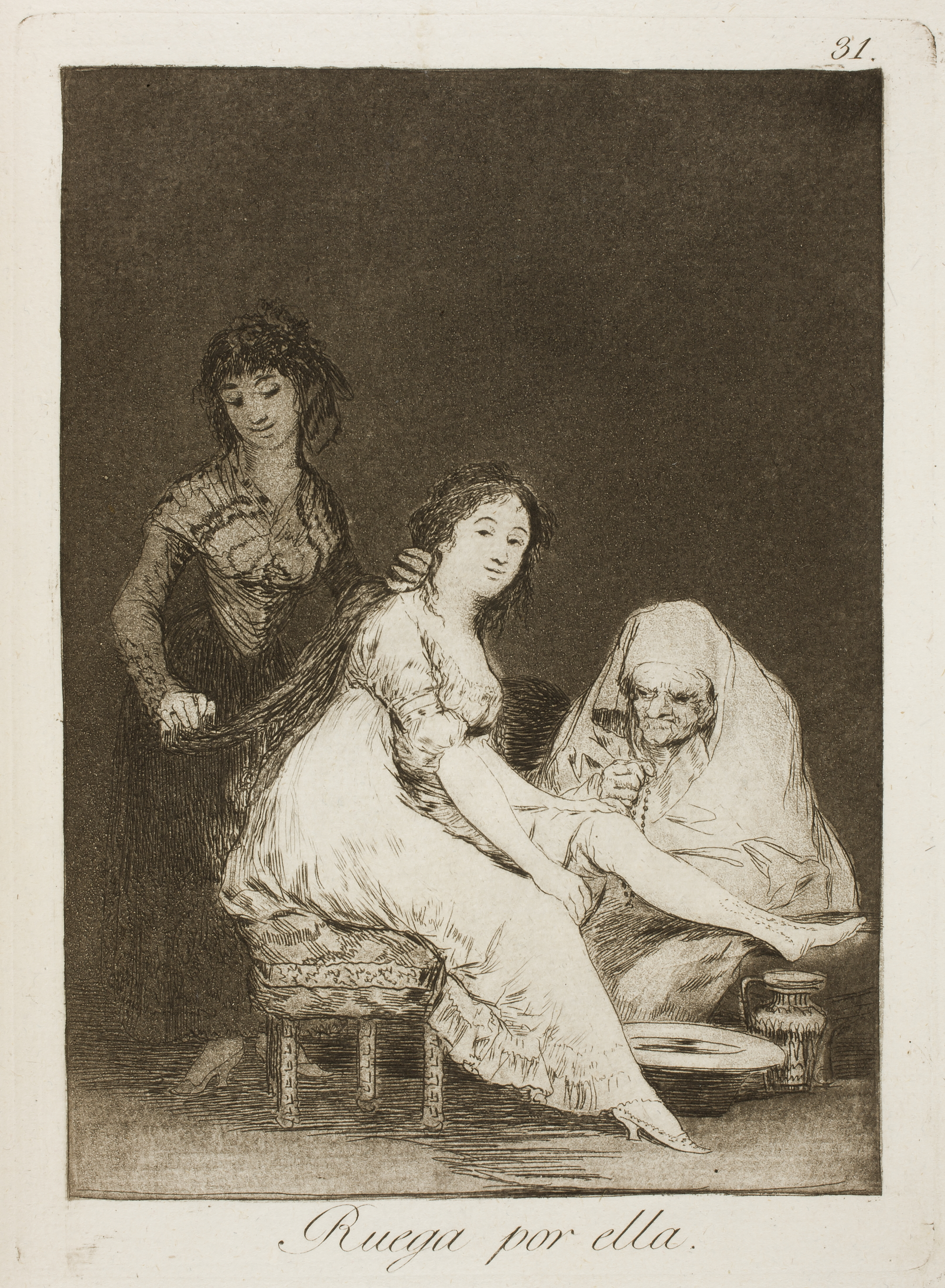
第31番「彼女のために祈っている」